# Marek Leszczyński

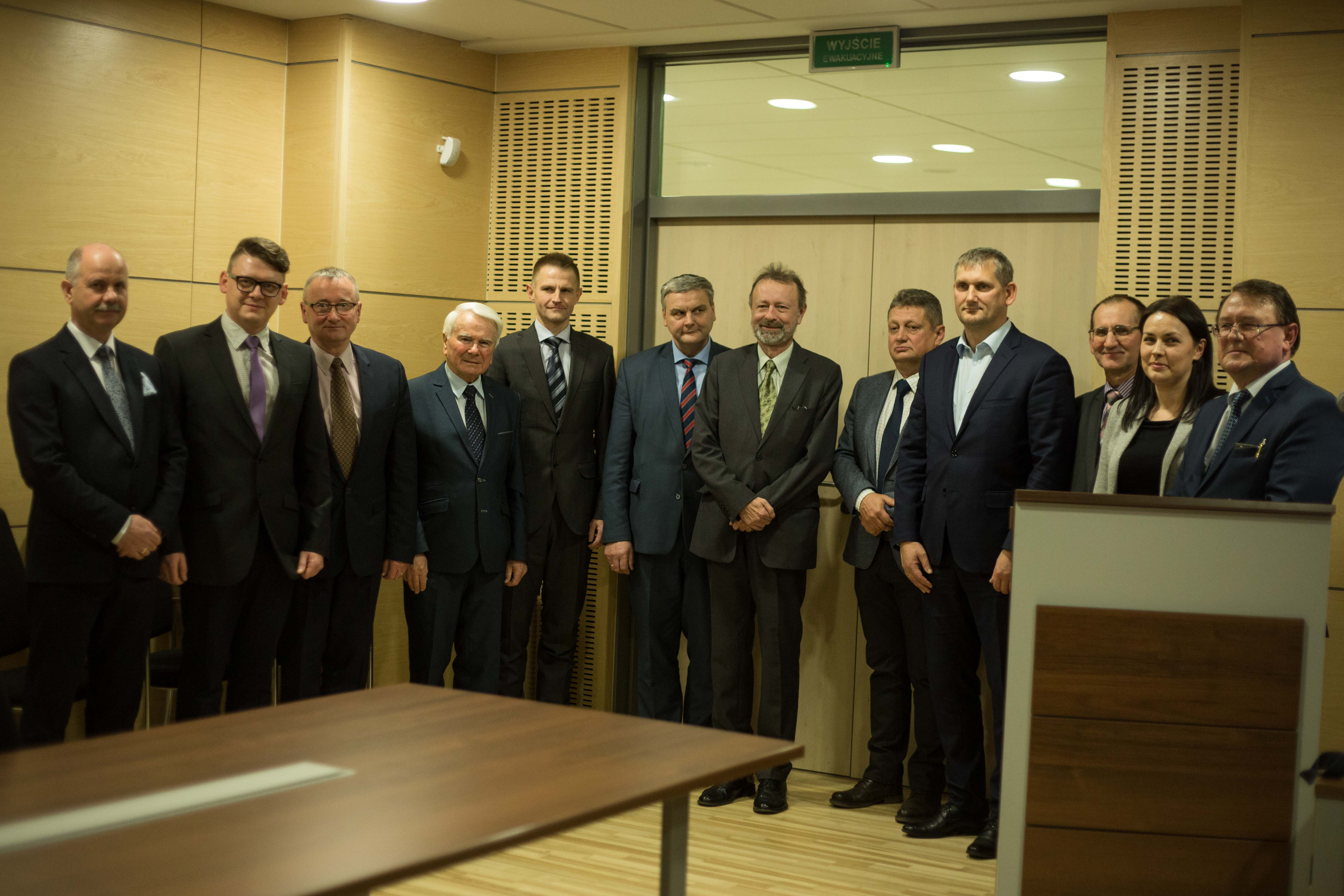
Marek Leszczyński piąty z lewej

Marek Leszczyński (ur. 10 października 1973 w Radomiu) – polski ekonomista, doktor habilitowany nauk społecznych, profesor Uniwersytetu Jana Kochanowskiego w Kielcach.

## Życiorys
W 1997 roku ukończył studia na Wydziale Ekonomicznym Politechniki Radomskiej im. Kazimierza Pułaskiego. W 2001 roku na Katolickim Uniwersytecie Lubelskim uzyskał stopień naukowy doktora nauk ekonomicznych w oparciu o rozprawę Rozwój usług edukacyjnych w Polsce a kształtowanie kapitału ludzkiego. W 2012 roku na Akademii Obrony Narodowej w Warszawie został doktorem habilitowanym nauk społecznych w zakresie nauk o bezpieczeństwie na podstawie pracy Bezpieczeństwo społeczne Polaków wobec wyzwań XXI wieku.
W latach 1995–1996 był dziennikarzem ekonomicznym radomskiego oddziału „Gazety Wyborczej”. Od 1998 do 1999 roku był zatrudniony na stanowisku specjalisty w Ośrodku Doskonalenia i Kształcenia Kadr Instytutu Technologii Eksploatacji – PIB w Radomiu. W latach 1999–2005 był wykładowcą Politechniki Łódzkiej (od 2002 na stanowisku adiunkta). W 2005 roku związał się z Akademią Świętokrzyską, przekształconą następnie w Uniwersytet Jana Kochanowskiego. W latach 2005–2008 pełnił funkcję wicedyrektora Instytutu Ekonomii i Administracji. W 2013 roku został profesorem UJK. Do października 2019 roku pełnił funkcję kierownika Zakładu Ekonomiki Bezpieczeństwa i dyrektora w Instytucie Prawa, Ekonomii i Administracji Uniwersytetu Jana Kochanowskiego w Kielcach. Od 1 listopada 2019 roku jest kierownikiem Zakładu Zarządzania Bezpieczeństwem oraz Katedry Nauk o Bezpieczeństwie znajdującej się w strukturze Wydziału Prawa i Nauk Społecznych UJK. Jest członkiem Polskiego Towarzystwa Ekonomicznego oraz Polskiego Towarzystwa Nauk o Bezpieczeństwie z siedzibą w Siedlcach.
Specjalizuje się w zakresie: bezpieczeństwa społecznego, bezpieczeństwa ekonomicznego, polityki ekonomicznej, funkcjonowania sektora publicznego, administracji publicznej. Jest autorem ponad 170 publikacji z ekonomii i nauk o bezpieczeństwie.

## Wybrane publikacje
- Inwestowanie w kapitał ludzki. Wybrane problemy, Kielce 2007
- Bezpieczeństwo społeczne a bezpieczeństwo państwa, Kielce 2009
- Bezpieczeństwo społeczne Polaków wobec wyzwań XXI wieku, Warszawa 2011
- Wybrane aspekty bezpieczeństwa społecznego, Kielce 2011
- Polityka społeczna dla bezpiecznego rozwoju, Gdańsk 2015 (wspólnie z M. Kubiakiem)